# G.A.D.
G.A.D. – album wokalisty Artura Gadowskiego wydany w roku 2000 (zob. 2000 w muzyce).

## Opis albumu
G.A.D. – druga solowa płyta wokalisty zespołu IRA, Artura Gadowskiego. Po umiarkowanym przyjęciu pierwszej płyty, wokalista postanowił nagrać drugi krążek.
Sesja nagraniowa krążka odbyła od października 1999 do lutego 2000. Krążek był nagrywany w trzech studiach: Studiu S-3 oraz S-4 w Warszawie (gdzie niegdyś nagrywała m.in. IRA) oraz w studiu „The Chimney Pot Poland” w Sztokholmie, pod czujnym okiem producenta szwedzkiego Marka Tyspera, z którym Artur Gadowski nawiązał współpracę. To właśnie on jest kompozytorem utworów na drugą płytę, natomiast wszystkie teksty napisał były wokalista Oddziału Zamkniętego, Krzysztof Jaryczewski. Z 60 ogólnie dostępnych utworów, na płytę ostatecznie wybrano 11.
Brzmienie płyty utrzymane jest w rockowej melodyjnej oprawie. Tym razem przy nagrywaniu płyty brali również zaproszeni do współpracy goście m.in. Janusz Radek, oraz gitarzysta Michał Grymuza, który współpracował także przy pierwszym solowym projekcie Gadowskiego. W nagrywaniu płyty udział wzięli muzycy współpracujący m.in. z Roxette czy Eagle Eye Chery. Na płycie zagrali także muzycy grupy IRA, basista Piotr Sujka oraz perkusista Wojciech Owczarek. Krążek dodatkowo zawiera prezentację multimedialną, gdzie znaleźć można m.in. opis pierwszej płyty, biografię wokalisty, zdjęcia z sesji zdjęciowej oraz wywiad z miesięcznika „Machina”.
7 lipca została wydana limitowana edycja płyty „G.A.D.” która zawierała dodatkowo singel z pięcioma utworami w wersjach akustycznych. Były to utwory: „Inny wymiar”, „Stoisz obok mnie”, „Poziom wód”, oraz 2 covery, „Wish You were here” z repertuaru grupy Pink Floyd, oraz „”What a wounderful world” Louisa Armstronga. Płyta cieszyła się umiarkowanym powodzeniem na rynku muzycznym. Dzięki tej płycie Artur Gadowski był nominowany do nagrody „Fryderyki 2000” w kategorii „Wokalista roku”.
Artur Gadowski o płycie „G.A.D.”:
„Po prostu chciałem zrobić taką płytę. Sprawia mi przyjemność śpiewanie takich piosenek. Wykonuję z kolegami na próbach ten materiał i cieszymy się z tego, że brzmi tak, jak w nagraniach. Żywi ludzie dla żywych ludzi.
Artur Gadowski o kompozycjach z płyty „G.A.D.”:
„Strasznie się ucieszyłem, gdy dzięki ludziom z publishingu BMG poznałem Marka Tyspera. Okazało się, że facet ma mnóstwo pomysłów, a w dodatku komponuje piosenki, jakich szukałem. Wychodzę z założenia, że wokalista nie musi sam komponować piosenek, które ma w repertuarze. Niech każdy robi to, co umie najlepiej. Oczywiście miałem też jakieś własne pomysły muzyczne, ale w końcu trafiła tu tylko jedna moja piosenka, którą dokończył Mark... Nigdy w Polsce nie słyszałem, żeby ktoś komponował piosenki w taki sposób jak on. My mamy w sobie jakiś element słowiański, nawet jeśli próbujemy grać amerykańską muzykę.
Artur Gadowski o tekstach z płyty „G.A.D.”:
„W grupie pisałem część tekstów, bo utarło się, że wokalista sam musi sobie pisać. Ale przy okazji płyty solowej doszedłem do wniosku, że nie można robić tego za wszelką cenę. A jeśli chodzi o nowy album: miałem świadomość, że muzyka Tyspera jest świetna, więc chciałem, żeby teksty też były świetne. Krzyśkowi Jaryczewskiemu bardzo spodobały się te kompozycje, dlatego mocno się zaangażował, jednak niczego mi nie narzucał. Każdy tekst wspólnie analizowaliśmy. Jego teksty są takie „moje”, chociaż pewnie ja tak bym ich nie napisał.

## Spis utworów
1. „Zapalniczka” (M. Tysper – K. Jaryczewski) – 3:30
2. „Nie został żaden ślad” (M. Tysper, T. Tysper – K. Jaryczewski) – 5:24
3. „Moje prawdy” (M. Tysper, M. Hedstrom – K. Jaryczewski) – 3:34
4. „Zaskocz mnie” (M. Tysper, F. Willstrand – K. Jaryczewski) – 4:31
5. „Kiedy idę” (M. Tysper, M. Hedstrom – K. Jaryczewski) – 5:18
6. „Inny wymiar” (A. Gadowski, M. Tysper – K. Jaryczewski) – 4:24
7. „Poziom wód” (M. Tysper, T. Tysper – K. Jaryczewski) – 5:11
8. „Na pulsie” (M. Tysper, F. Willstrand – K. Jaryczewski) – 3:43
9. „Stoisz obok mnie” (M. Tysper, M. Hadstrom – K. Jaryczewski) – 3:34
10. „Dajesz mi siłę” (M. Tysper, T. Tysper – K. Jaryczewski) – 4:22
11. „Jestem o krok” (M. Tysper, F. Willstrand – K. Jaryczewski) – 4:26

- W nawiasach wymienieni są twórcy utworów.

## Skład nagraniowy
- Artur Gadowski – śpiew, chór
- Janusz Radek – vocal II w utworach 1, 2, 3, 4, 5, 6, 7, 8, 9, 11
- Agnieszka Trojanowicz – śpiew w utworze 5
- Agnieszka Hakiert – śpiew w utworze 5
- Mark Tysper – śpiew w utworach 1, 7, 9, 10, gitara, gitara basowa w utworach 1, 2, 5, 7, 8, programowanie
- Piotr Sujka – gitara basowa w utworach 3, 4, 6, 9, 10, 11
- Wojtek Owczarek – perkusja
- Adam Lomania – instrumenty klawiszowe w utworach 1, 3, 4, 5, 7, 8, 9, 10, 11
- Robert Sadura – instrumenty klawiszowe w utworach 2, 4, 5, 6, 11
- Michał Grymuza – gitara solowa w utworach 1, 7, 9
- Tomasz Dąbrowski – gitara solowa w utworach 2, 3, 4, 5, 6, 8, 10, 11

Chór:
- Marcin Gajko
- Leszek Kamiński
- Mark Tysper – w utworze 4

## Produkcja
- Nagrywany oraz miksowany: październik 1999 – luty 2000 w Studiu S-3, oraz S-4 w Warszawie, oraz w studiu „The Chimney Pot Poland” w Sztokholmie
- Producent muzyczny: Mark Tysper
- Realizator nagrań: Leszek Kamiński
- Aranżacja: Mark Tysper, F. Willstrand, Artur Gadowski, T. Tysper
- Teksty piosenek: Krzysztof Jaryczewski
- Zdjęcia: Marek Kościkiewicz

## Wydania albumu

### Kaseta magnetofonowa
| Kraj wydania | Wydawca     | Rok wydania | Numer katalogowy | Opis kasety               |
| ------------ | ----------- | ----------- | ---------------- | ------------------------- |
| Polska       | Zic-Zac/BMG | 2000        | 74321750274      | Oryginalne wydanie kasety |

### Płyta kompaktowa
| Kraj wydania | Wydawca     | Rok wydania | Numer katalogowy | Opis płyty                |
| ------------ | ----------- | ----------- | ---------------- | ------------------------- |
| Polska       | Zic-Zac/BMG | 2000        | 74321750272      | Oryginalne wydanie krążka |

## Utwory akustyczne
W kwietniu 2000 Artur Gadowski został zaproszony przez radio RMF FM do nagrania akustycznych wersji piosenek z nowej płyty.
Utwory te znalazły się na specjalnym maxi singlu, który został dołączony do limitowanej edycji płyty „G.A.D.” która została wydana w lipcu 2000 roku. Limitowana edycja zawiera nagrania z normalnej płyty (11 utworów) + 5 wersji akustycznych. Na singlu znalazły się 2 covery, jeden z re repertuaru grupy Pink Floyd, drugi zaś Louisa Armstronga.
Realizacją zajęli się Piotr Witkowski, Ryszard Kramarczyk i Piotr Rasny. RMF FM jako patron mediowy płyty, z utworu „Wish You were here” zrobił całodziennego powerplaya. Du tegoż utworu nakręcony został również teledysk, który często puszczany był w telewizji, oraz MTV.

## Spis utworów
1. „Inny wymiar” (A. Gadowski, M. Tysper-K. Jaryczewski) – 3:57
2. „Stoisz obok mnie” (M. Tysper, M. Hadstrom-K. Jaryczewski) – 2:59
3. „Poziom wód” (M. Tysper, T. Tysper-K. Jaryczewski) – 4:35
4. „Wish You were here” (D. Gilmour – R. Waters) (Pink Floyd) – 4:23
5. „What a wounderful world” (Weiss – Thiele (Louis Armstrong) – 2:41

## Produkcja
- Nagrywany: kwiecień 2000
- Realizacja: Piotr Witowski, Ryszard Kramarczyk, Piotr Rasny
- Aranżacje: A. Gadowski, M. Tysper, D. Gilmour, Weiss
- Teksty piosenek: K. Jaryczewski, R. Waters, Thiele
- Producent muzyczny: Mark Tysper
- Zdjęcie: Marek Kościkiewicz

## Skład nagraniowy
- Artur Gadowski – śpiew
- Zbigniew Suski – gitara akustyczna
- Piotr Sujka – gitara basowa
- Wojciech Owczarek – perkusja

## Wydania albumu

### Płyta kompaktowa
| Kraj wydania | Wydawca    | Rok wydania | Numer katalogowy | Opis albumu                              |
| ------------ | ---------- | ----------- | ---------------- | ---------------------------------------- |
| Polska       | Zic-Za/BMG | 2000        | 74321778632      | Oryginalne wydanie albumu płyty + singel |